# 15523 Grenville
15523 Grenville è un asteroide della fascia principale. Scoperto nel 1999, presenta un'orbita caratterizzata da un semiasse maggiore pari a 2,7745527 UA e da un'eccentricità di 0,1626261, inclinata di 10,26549° rispetto all'eclittica.